# Los Hornos Número Dos
Los Hornos Número Dos är en ort i Mexiko.   Den ligger i kommunen Guasave och delstaten Sinaloa, i den västra delen av landet, 1 200 km nordväst om huvudstaden Mexico City. Los Hornos Número Dos ligger 8 meter över havet och antalet invånare är 303.
Terrängen runt Los Hornos Número Dos är mycket platt. Runt Los Hornos Número Dos är det ganska tätbefolkat, med 100 invånare per kvadratkilometer. Närmaste större samhälle är Leyva Solano, 15,5 km norr om Los Hornos Número Dos. Omgivningarna runt Los Hornos Número Dos är i huvudsak ett öppet busklandskap.